# Steve Bronski
Steve Bronski (* 7. Februar 1960 als Steven William Forrest in Scunthorpe; † 9. Dezember 2021 in London) war ein britischer Singer-Songwriter und Keyboarder.

## Leben
Steve Bronski wurde in der nordenglischen Stadt Scunthorpe geboren und wuchs im schottischen Glasgow auf. Nach seinem Schulabschluss arbeitete er zunächst in mehreren Fabriken und später an verschiedenen Theaterhäusern als Bühnenbildner. Er spielte ab seiner Jugend in verschiedenen Country-Bands. Während dieser Zeit nahm er den Künstlernamen Steve Bronski an.
Anfang der 1980er-Jahre zog er nach London, wo er zunächst im Stadtteil Brixton wohnte. Dort lernte er Jimmy Somerville und Larry Steinbachek (1960–2016) kennen, mit denen er im Jahr 1983 die Synthiepop-Musikgruppe Bronski Beat gründete. Bronski war in dieser Formation der Keyboarder. Das Trio war vor allem Mitte der 1980er-Jahre mit den Singles Smalltown Boy und Why? weltweit erfolgreich. In den beiden Songs ging es vor allem um Homosexualität bzw. Homophobie. Bronski war auch der Komponist einiger Songs, welche die Band veröffentlichte. Nachdem der musikalische Erfolg mit der Zeit ausgeblieben war, löste sich die Gruppe im Jahr 1995 auf.
Ab Mitte der 1990er-Jahre war Bronski nicht mehr als Musiker tätig und ging auf Weltreise. In dieser Zeit lebte er unter anderem in Paris und in Thailand. Anfang der 2000er-Jahre kehrte er wieder ins Vereinigte Königreich zurück und lebte fortan im Londoner Stadtteil Soho. Bronski lebte offen homosexuell und war als LGBT-Aktivist tätig. 
Im Jahr 2018 erlitt er einen Schlaganfall, der seine Mobilität stark einschränkte. In seinen letzten Lebensjahren war er zudem an Krebs erkrankt. Bronski starb am 9. Dezember 2021 im Alter von 61 Jahren in einem Londoner Krankenhaus an den Folgen einer Rauchgasvergiftung, die er sich zwei Tage zuvor bei einem Wohnungsbrand zugezogen hatte.